# 다윈 쇼
다윈 쇼(Darwin Shaw)는 잉글랜드의 배우이다.